# Carlos Mancheno Cajas
Carlos Mancheno Cajas (Riobamba, 9 de outubro de 1902 – Riobamba, 11 de outubro de 1996) foi um político equatoriano. Ocupou o cargo de presidente de seu país entre 23 de agosto de 1947 e 2 de setembro de 1947.